# フォリッツォ
フォリッツォ（伊: Foglizzo）は、イタリア共和国ピエモンテ州トリノ県にある、人口約2,300人の基礎自治体（コムーネ）。

## 地理

### 位置・広がり

#### 隣接コムーネ
隣接するコムーネは以下の通り。
- ボスコネーロ
- カルーゾ
- モンタナーロ
- サン・ベニーニョ・カナヴェーゼ
- サン・ジョルジョ・カナヴェーゼ
- サン・ジュスト・カナヴェーゼ